# Chris Hemsworth
Christopher (Chris) Hemsworth (Melbourne, 11 augustus 1983) is een Australisch acteur. Hij werd in 2012 genomineerd voor een BAFTA Award in de categorie 'rijzende ster' en won in 2013 de People's Choice Award voor favoriete actiester van het jaar, naar aanleiding van zijn rollen in The Avengers, Snow White and the Huntsman en Red Dawn.

## Carrière
Hemsworth maakte in 2002 zijn acteerdebuut als koning Arthur in de fantasyserie Guinevere Jones. Zijn filmdebuut volgde in 2009, toen hij te zien was als George Kirk in de sciencefictionfilm Star Trek.
Toen Hemsworth voor het eerst verscheen in een film, was hij in eigen land al een bekend gezicht door zijn rol in de Australische soap Home and Away. Daarin speelde hij 184 afleveringen Kim Hyde. Oorspronkelijk deed hij auditie voor het personage Robbie Hunter. Op 3 juli 2007 verliet hij de cast van Home and Away.
Hemsworth verscheen twee jaar later in zijn eerste film, de elfde Star Trek voor het witte doek. Hij is hierin te zien als George Kirk, de vader van James T. Kirk. Datzelfde personage speelde hij in 2013 opnieuw in de directe opvolger Star Trek: Into Darkness. Een ander personage dat Hemsworth in meerdere films speelde is Thor Odinson, de Marvel Comics-versie van de gelijknamige god van de donder uit de Noordse mythologie, in de Marvel Cinematic Universe. Hij deed dit voor het eerst in de film Thor (2011), daarna in The Avengers (2012),  in Thor: The Dark World (2013), in Avengers: Age of Ultron (2015), in Thor: Ragnarok (2017), in Avengers: Infinity War (2018), in Avengers: Endgame (2019), in What If...? (2021-2024) en in Thor: Love and Thunder (2022). Ook heeft Hemsworth de hoofdrol in de Netflix-film Extraction uit 2020 en Extraction 2 uit 2023.
In 2024 kreeg Hemsworth een ster op de Hollywood Walk of Fame.

## Privéleven
Hemsworth groeide op op Phillip Island, ten zuiden van Melbourne. Zijn grootvader emigreerde vanuit Nederland naar Australië. Hij heeft twee, eveneens acterende, broers: Liam en Luke. Hemsworth trouwde in december 2010 met de Spaanse actrice Elsa Pataky, met wie hij in 2012 een dochter kreeg. In het voorjaar van 2014 kregen ze een tweeling.